# Daniela Robles Espinoza
Daniela Robles Espinoza (San Luis Potosí, México, 21 de septiembre de 1986) es una científica e investigadora mexicana pionera en el área de bioinformática en ese país. Su trabajo se enfoca en la comprensión de la genómica del cáncer en poblaciones de México y América Latina, especialmente en el melanoma.

## Trayectoria
Cursó la licenciatura en Ciencias Genómicas en el Instituto de Biotecnología de la Universidad Nacional Autónoma de México (UNAM) de dónde se graduó en el 2009. Posteriormente obtuvo un doctorado de la Universidad de Cambridge, Reino Unido, en febrero de 2015, bajo la supervisión de David Adams en el Wellcome Trust Sanger Institute, durante el cual estudió los mecanismos de predisposición genética al melanoma agresivo del cáncer de piel y contribuyó al desarrollo de herramientas para interpretar y visualizar datos de secuenciación del genoma.
Realizó una estancia posdoctoral también en el Wellcome Trust Sanger Institute en Cambridge en el 2016 en dónde identificó que una mayor carga de mutaciones somáticas en melanomas está asociada con variantes genéticas en el gen MC1R. Lidera el Grupo de Genética del Cáncer y Bioinformática en el Laboratorio Internacional de Investigación sobre el Genoma Humano de la UNAM (LIIGH-UNAM), en la ciudad de Querétaro, México. Pertenece al Sistema Nacional de Investigadores (SNI) nivel II, es tutora del Programa de Doctorado en Ciencias Biomédicas de la UNAM y forma parte de Melanoma Genetics Consortium (GenoMEL).
Robles estudia cómo se origina y evoluciona el cáncer, especialmente en el contexto de poblaciones mixtas como los mexicanos. Su enfoque científico es la predisposición y progresión del melanoma, con el objetivo de extenderse a otros tipos de cáncer que son prevalentes en América Latina. Analizan datos de metodologías de secuenciación a gran escala y escriben herramientas de software para ayudar en su interpretación.

## Publicaciones Relevantes
1. A Genome-Wide Association Study for Regulators of Micronucleus Formation in Mice. McIntyre RE, Nicod J, Robles-Espinoza CD, Maciejowski J, Cai N, Hill J, Verstraten R, Iyer V, Rust AG, Balmus G et al. G3 (Bethesda, Md.) 2016;6;8;2343-54
2. Germline MC1R status influences somatic mutation burden in melanoma. Robles-Espinoza CD, Roberts ND, Chen S, Leacy FP, Alexandrov LB, Pornputtapong N, Halaban R, Krauthammer M, Cui R, Timothy Bishop D and Adams DJ. Nature communications 2016;7;12064
3. Germline TERT promoter mutations are rare in familial melanoma. Harland M, Petljak M, Robles-Espinoza CD, Ding Z, Gruis NA, van Doorn R, Pooley KA, Dunning AM, Aoude LG, Wadt KA et al. Familial cancer 2016;15;1;139-44